# Бернар 74
Бернар 74 (фр. Bernard 74) је француски ловачки авион. Први лет авиона је извршен 1931. године. 

Највећа брзина у хоризонталном лету је износила 310 km/h. Размах крила је био 9,20 метара а дужина 6,72 метара.

## Наоружање
| Наоружање авиона: Бернар 74    |
| Ватрено (стрељачко) наоружање  |
| Топ                            |
| Митраљез                       |
| Бомбардерско наоружање (бомбе) |
| Ракетно наоружање (ракете)     |